# Takuya Ogiwara
Takuya Ogiwara (født 23. november 1999) er en japansk fodboldspiller.
Han har spillet for flere forskellige klubber i sin karriere, herunder Urawa Reds.